# Elisabeth-Gymnasium Halle (Saale)
Das Elisabeth-Gymnasium in Halle (Saale) ist ein staatlich anerkanntes Gymnasium für Jungen und Mädchen in der Trägerschaft der Edith-Stein-Schulstiftung des Bistums Magdeburg. Die Schule beteiligt sich am MINT-Programm, am Comenius-Programm und ist teilnehmende Schule der Junior-Ingenieur-Akademie.

## Geschichte
Nachdem sich zur katholischen Kirche bekennende Schüler in staatlichen Schulen im Nationalsozialismus und im anschließenden Kommunismus jahrzehntelang Repressionen ausgesetzt waren, forderten katholische Eltern im Zuge der Wende in der DDR die Einrichtung von Schulen in katholischer Trägerschaft. Im März 1991 begannen die konkreten Vorbereitungen zur Einrichtung des Gymnasiums, das nach der heiligen Elisabeth von Thüringen benannt wurde. Nach kontroversen Diskussionen in der Bevölkerung und schwierigen Verhandlungen mit der Stadt Halle konnten zunächst Schulräume im Haus 47 der Franckeschen Stiftungen bezogen werden. Am 2. September 1991 begann der Unterricht, das erste Schuljahr war somit das Schuljahr 1991/1992.
Träger der Schule war zunächst das Bischöfliche Amt Magdeburg. Erste Direktorin war von 1991 bis 1994 Schwester Helene Schöpper SCC (1924–2009) von der Kongregation der Schwestern der Christlichen Liebe. Sie leitete seit 1970 die Marienschule in Lippstadt, ebenfalls ein kirchliches Gymnasium, und war dort 1990 in den Ruhestand getreten.

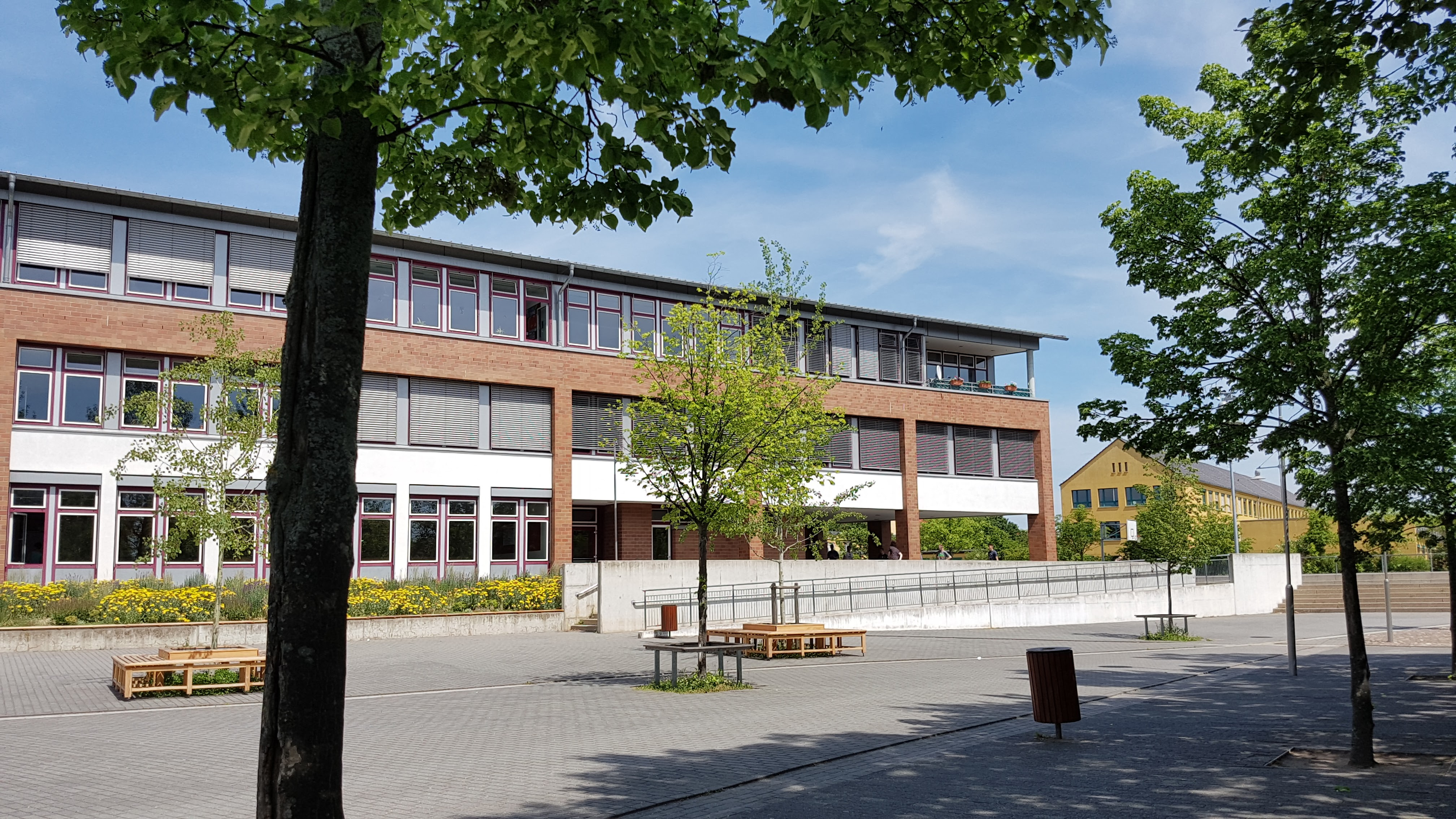
Schulgebäude des Elisabeth-Gymnasiums in Halle (Saale)

Im April 1997 bezog das Gymnasium einen eigenen Neubau, der nach Plänen des Architekten Wilfried Ziegemeier († 2013) entstanden war. In unmittelbarer Nachbarschaft befinden sich mittlerweile die ebenfalls von der Edith-Stein-Stiftung betriebene Grundschule Sankt Franziskus sowie die Sekundarschule Sankt Mauritius. Am 1. Januar 2003 ging die Trägerschaft der Schule vom Bistum Magdeburg, das 1994 aus dem Bischöflichen Amt Magdeburg entstanden war, auf die zu diesem Zeitpunkt vom Magdeburger Bischof Leo Nowak gegründete Edith-Stein-Schulstiftung über. Anfang 2016 wurde ein Calisthenic-Gerät auf dem Schulhof eingeweiht. Der Schulhof wurde in dem Jahr darauf weiter mit mehreren Sitzmöglichkeiten ausgestattet. Der jetzige Direktor ist Hans-Michael Mingenbach.

## Aufnahmeverfahren
Potenzielle Bewerber müssen zunächst an einem schriftlichen Aufnahmetest teilnehmen, später wird ein Aufnahmegespräch mit den Schülern im Beisein der Eltern geführt. Die Schule strebt an, dass etwa ein Drittel der Schüler katholisch und ein Drittel evangelisch sind.

## Ausbildung in Fremdsprachen
Englisch wird ab der 5. Klasse gelehrt. Ab der 6. Klasse stehen die Fremdsprachen Französisch, Russisch und Latein als zweite Fremdsprache zur Wahl. Ab der 8. Klasse kann dann zusätzlich Französisch, Spanisch oder Latein als dritte Fremdsprache gewählt werden. Alternativ kann man an einem Fach des Wahlpflichtunterrichts ab der 8. Klasse teilnehmen.

## Übersicht über die Fächer

### Sprachen
| Fach        | Anmerkungen                 |
| ----------- | --------------------------- |
| Englisch    | ab 5. Klasse                |
| Französisch | ab 6. Klasse oder 8. Klasse |
| Russisch    | ab 6. Klasse                |
| Latein      | ab 6. Klasse oder 8. Klasse |
| Spanisch    | ab 8. Klasse                |

### Naturwissenschaften
| Fach                                          | Anmerkungen                                      |
| --------------------------------------------- | ------------------------------------------------ |
| Chemie                                        | ab 7. Klasse                                     |
| Biologie                                      | ab 5. Klasse                                     |
| Physik                                        | ab 6. Klasse                                     |
| Geographie                                    | ab 5. Klasse                                     |
| Astronomie                                    | 8. Klasse/9. Klasse                              |
| Informatik                                    | 7. Klasse Pflicht 8./10./11./12. Wahlpflichtfach |
| Vernetzter Naturwissenschaftlicher Unterricht | ab 9. Klasse                                     |

### Andere Fächer
| Fach                                                         | Anmerkungen                                                    |
| ------------------------------------------------------------ | -------------------------------------------------------------- |
| Deutsch                                                      | ab 5. Klasse                                                   |
| Mathematik                                                   | ab 5. Klasse                                                   |
| Geschichte                                                   | ab 5. Klasse                                                   |
| Sozialkunde                                                  | ab 9. Klasse                                                   |
| Katholischer Religionsunterricht (für katholische Schüler)   | ab 5. Klasse                                                   |
| Evangelischer Religionsunterricht (für evangelische Schüler) | ab 5. Klasse                                                   |
| Ethik (für Nichtchristen)                                    | ab 5. Klasse                                                   |
| Kunst                                                        | ab 5. Klasse                                                   |
| Musik                                                        | ab 5. Klasse                                                   |
| Informatik                                                   | 5. Klasse (Textverarbeitung); 7. Klasse; 8. Klasse; 10. Klasse |
| Medienkunde                                                  | 8. Klasse                                                      |
| Wirtschaftskunde                                             | 10. Klasse                                                     |
| Rechtskunde                                                  | 9. Klasse                                                      |
| Philosophie                                                  | 10. Klasse                                                     |
| Junior-Ingenieur-Akademie                                    | 9. Klasse/10. Klasse                                           |

Einige Fächer werden (teilweise) als Wahlpflichtunterricht angeboten. Manchmal ist die Auswahl der möglich wählbaren Fächer von den vorher gewählten Fächern abhängig.

## Austauschschulen
- Deutsch: Städtisches Gymnasium, Gerlingen, Deutschland (bis 2004 auch Gymnasium am Calvarienberg, Bad Neuenahr-Ahrweiler, Deutschland)[13]
- Englisch: Edgbarrow School, Crowthorne, Berkshire, Großbritannien (jährlich seit Oktober 2010 für die 8. Jahrgangsstufe)[14]
- Französisch: Collège Jolimont, Toulouse, Frankreich (zuletzt März 2009)[15]; Lycée Notre-Dame, Chartres, Frankreich (Chartres <> Halle (Saale) 2018–2019). Leider ist der Kontakt 2024 verloren gegangen. Die Schule sucht seitdem eine neue Austauschschule.
- Russisch: Klassisches Gymnasium des Griechisch-Lateinischen Kabinetts, Moskau, Russland (Austausch nach Moskau 2003, 2005, 2008; Austausch nach Halle (Saale) 2004, 2006, 2009)[16] Seit Beginn des Ankriffkriges gegen die Ukraine ist auch hier der Kontakt abgebrochen.
- Comenius: Polen (Gimnazjum w Wierzbnie, Odolanów, Polen); Tschechien (Brno, Tschechien)[17]

## Erfolge
Die Schule verzeichnet Erfolge bei Jugend forscht, Jugend debattiert, Jugend trainiert für Olympia, dem Vorlesewettbewerb im Krokoseum in den Franckeschen Stiftungen, dem Latein-Wettbewerb der Latina (Certamen Franckianum) und weiteren Wettbewerben.